# Boulder Flats, Wyoming
Boulder Flats är en ort (census-designated place) i Fremont County i västra delen av den amerikanska delstaten Wyoming, belägen i Wind Rivers indianreservat omkring 11 kilometer (7 miles) norr om countyts huvudort Lander. Befolkningen uppgick till 408 invånare vid 2010 års federala folkräkning.

## Turism och nöjesliv
I orten ligger indiankasinot och hotellet Shoshone Rose.

## Kommunikationer
Orten ligger vid den federala landsvägen U.S. Route 287.